# Learner Tien
Learner Tien (Irvine, California, 2 de diciembre de 2005) es un tenista profesional estadounidense. Actualmente ocupa el puesto número 68 en el ranking ATP de individuales, el más alto de su carrera, alcanzado el 3 de marzo de 2025.

## Carrera profesional

### 2022-2023: Campeón nacional júnior, debut en Grand Slam
Con solo 16 años, Tien ganó el Campeonato Nacional USTA Boys 18s de 2022, lo que le valió un comodín para el cuadro principal del US Open 2022. Esto lo convirtió en el jugador más joven en competir en el cuadro principal de individuales masculinos en el US Open desde que Donald Young, entonces de 16 años (también campeón en Kalamazoo), jugó en el US Open de 2005 y el primer joven de 16 años en competir desde Zachary Svajda en 2019.Perdió en cuatro sets ante el 32º sembrado Miomir Kecmanović .
En agosto de 2023, recibió una wildcard para el Abierto de Estados Unidos 2023, pero perdió ante Frances Tiafoe en la primera ronda. 

### 2024: primeros títulos Challenger y cuartos de final ATP, top 125
En julio, Tien también recibió una wild card para el Challenger de Bloomfield Hills 2024, en Michigan, donde levantó su primer título Challenger. Se convirtió en el campeón Challenger estadounidense más joven desde 2016, cuando Frances Tiafoe, de 18 años, ganó en Granby, Canadá. También ganó el M25 en Lakewood, California, aumentando su racha ganadora a 25.  A fines de julio, una semana después, nuevamente llegó a los cuartos de final en el Challenger de Chicago 2024 y alcanzó el top 250 en el ranking el 29 de julio de 2024. 
Llegó a su segunda semifinal Challenger de la temporada, derrotando al octavo sembrado Hong Seong-chan. Perdió ante Yunchaokete Bu, poniendo fin a una racha ganadora de 28 partidos en torneos Challenger ITF y ATP. Una semana después, también llegó a los cuartos de final en el Challenger de Lexington 2024, pero perdió ante Hugo Grenier. 
Tien se aseguró una wild card para el cuadro principal del Abierto de Estados Unidos 2024 al ganar el torneo challenger de wild card del US Open. Tien, que ocupa el puesto n.º 231 del ranking, se clasificó para el cuadro principal del Torneo de Winston-Salem 2024. Allí derrotó a Tristan Schoolkate y sorprendió al noveno favorito Fábián Marozsán y a Thiago Seyboth Wild para registrar sus primeras tres victorias en el ATP Tour y alcanzar su primer cuarto de final ATP. Se convirtió en el cuartofinalista estadounidense más joven a nivel ATP Tour desde Brandon Nakashima en 2020. Como resultado, escaló 40 posiciones en el ranking de individuales hasta el n.º 191 del mundo el 26 de agosto de 2024. 
Ganó su segundo título Challenger en Las Vegas, derrotando a Tristan Boyer, y ascendió otras 40 posiciones en el ranking de individuales hasta un nuevo récord personal en el puesto n.° 151 el 16 de septiembre de 2024. Alcanzó el top 125 en el ranking en el puesto n.° 124 del mundo el 14 de octubre de 2024, después de otro título en el Challenger de Fairfield después de jugar una final de 39 minutos, el partido por el campeonato más corto en la historia del Challenger, contra Bernard Tomic. Se convirtió en el cuarto estadounidense en ganar tres títulos ATP Challenger Tour antes de cumplir 19 años después de Taylor Fritz, Andy Roddick y Sam Querrey. Como resultado, el 26 de noviembre de 2024, a los 18 años, Tien se clasificó para las Next Generation ATP Finals de 2024, donde llegó a la final perdiendo ante João Fonseca por 4-2, 3-4(8), 0-4, 2-4.

### 2025: debut en el Abierto de Australia y cuarta ronda, victoria entre los 5 primeros, entre los 100 primeros
Tien, que ocupa el puesto número 121 del ranking, hizo su debut en el Abierto de Australia después de clasificarse para el cuadro principal. Derrotó a Camilo Ugo Carabelli en la primera ronda para su primera victoria en un Grand Slam.  A continuación, derrotó al no.5 del mundo Daniil Medvedev, para su primera victoria ante un top 10 y top 5, después de ganar el tie break de 10 puntos en el quinto set, en un partido de 4 horas y 50 minutos que terminó a las 3 A.M. en Melbourne. A los 19 años se convirtió en el jugador estadounidense más joven en llegar a la tercera ronda del torneo en 35 años, desde Pete Sampras en 1990. Tien derrotó a Corentin Moutet en sets seguidos para llegar a la cuarta ronda de un Grand Slam por primera vez en su carrera y pasó al top 100 en el ranking de individuales. Con esta victoria, se convirtió en el segundo estadounidense más joven en alcanzar la cuarta ronda del Abierto de Australia en la Era Abierta (después de Sampras), y el jugador más joven desde Rafael Nadal en 2005.

## Next Gen ATP Finals

#### Finalista (1)
| N.º | Fecha                   | Torneo              | Superficie | Oponente en la final | Resultado             |
| --- | ----------------------- | ------------------- | ---------- | -------------------- | --------------------- |
| 1.  | 22 de diciembre de 2024 | Next Gen ATP Finals | Dura (i)   | João Fonseca         | 4-2, 3-4(8), 0-4, 2-4 |

## Títulos ATP Challenger (3; 3+0)

### Individuales (3)
| N.° | Fecha                    | Torneo           | Superficie | Oponente en la final | Resultado     |
| --- | ------------------------ | ---------------- | ---------- | -------------------- | ------------- |
| 1.  | 7 de julio de 2024       | Bloomfield Hills | Dura       | Nishesh Basavareddy  | 4-6, 6-3, 6-4 |
| 2.  | 15 de septiembre de 2024 | Las Vegas        | Dura       | Tristan Boyer        | 7-5, 1-6, 6-3 |
| 3.  | 13 de octubre de 2024    | Fairfield        | Dura       | Bernard Tomic        | 6-0, 6-1      |